# Resonatoren-Klangabstrahlungssysteme
Resonatoren-Klangabstrahlungssysteme sind Beschallungssysteme für elektronische Sakralorgeln und beruhen auf dem Prinzip des Helmholtz-Resonators. Sie wurden entwickelt, um dem Klang einer Pfeifenorgel möglichst nahe zu kommen, da die normalerweise verwendete Lautsprecherbeschallung von vielen Besuchern sakraler Räume oftmals als unbefriedigend empfunden wird.

## Abstrahlproblem elektronischer Sakralorgeln
Eine Lautsprecherbeschallung kann die klanglichen Eigenschaften einer Pfeifenorgel nicht wiedergeben, wie das lebendige, räumlich gestaffelte Klangbild, welches durch das Hin-und-her-Springen der Töne zwischen den entsprechend der Melodie gerade angeblasenen Orgelpfeifen entsteht, den hohen energetischen Wirkungsgrad oder die Tragfähigkeit der Töne im Raum, die auf der Resonanzwirkung im Pfeifenkörper beruht.
Auch der Rundstrahlcharakter der Orgelpfeifen kann durch eine Lautsprecherbeschallung nur sehr eingeschränkt erreicht werden, da Lautsprecher insbesondere zu höheren Frequenzen hin immer gerichteter abstrahlen. So werden in manchen Fällen mehrere Lautsprecher (halb-)kreisförmig nebeneinander angeordnet, um eine gleichmäßigere Abstrahlung zu erzielen. Eine andere Möglichkeit besteht darin, einen Lautsprecher mit der Membran nach oben bzw. unten gerichtet anzubringen und durch einen darüber bzw. darunter angebrachten Kegel den Lautsprecherschall umzulenken (sog. Rundstrahler). Dies verbreitert zwar den Bereich gleichmäßiger Abstrahlung, kann das Problem gleichmäßiger Rundumbeschallung aber insbesondere dann nicht zufriedenstellend lösen, wenn sich Zuhörer auf unterschiedlicher Höhe zum abstrahlenden Gerät befinden.

## Funktionsprinzip der Resonatoren-Klangabstrahlung

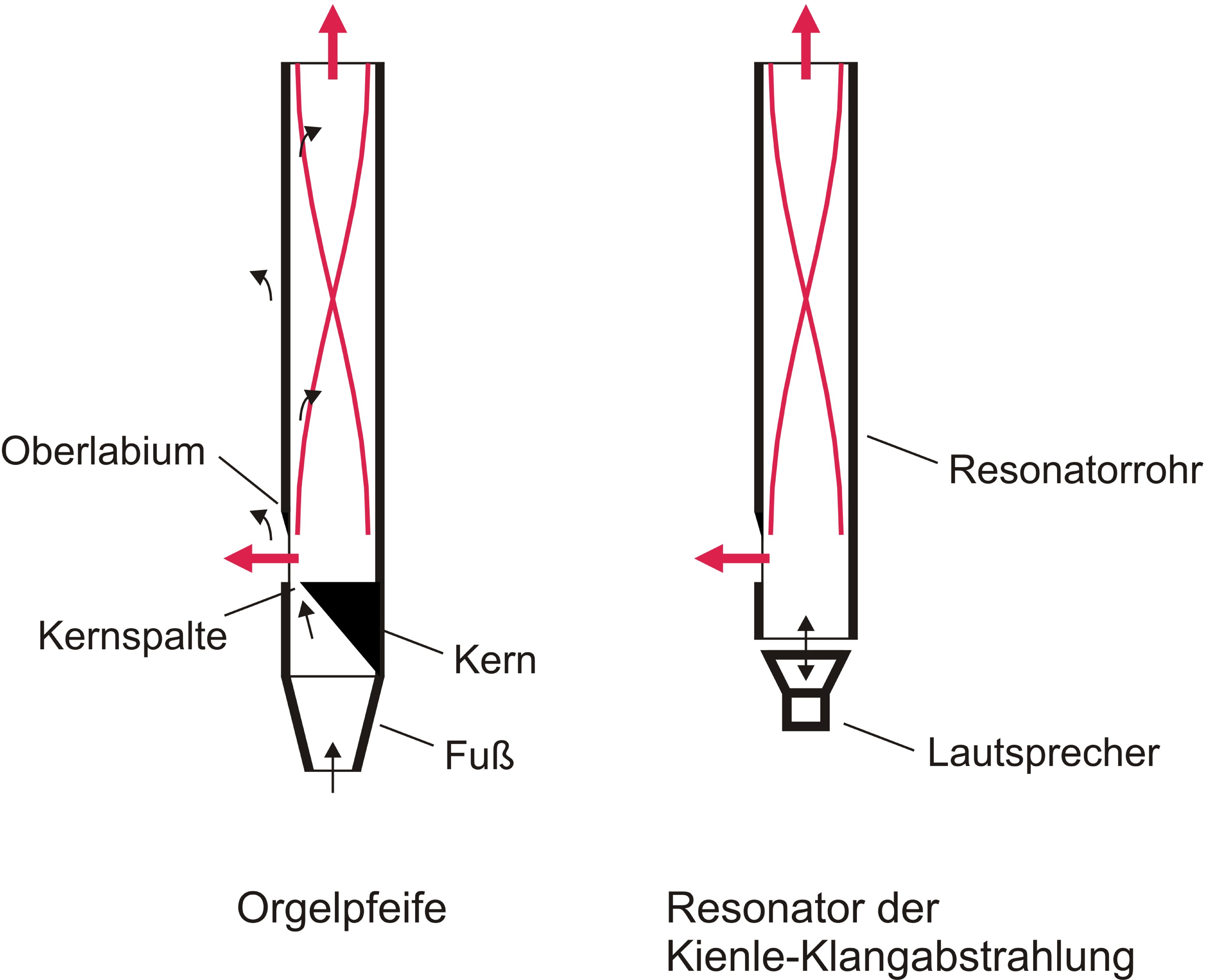
Schematische Darstellung der Anregung einer schwingenden Luftsäule in einer Orgelpfeife und im Resonator einer Resonator-Klangabstrahlung (schwarze Pfeile: Anregende Luftbewegung; rot: Schwingungsverteilung im Rohr und Schallaustritt durch die Öffnungen)

Allen entwickelten Lösungen des Abstrahlproblems ist gemein, dass für die Klangabstrahlung zwar Resonanzkörper (wie bei einer Orgelpfeife) zu verwenden, aber auf die aufwändige Luftstrom-Anregung der Orgelpfeifen zu verzichten. Stattdessen werden die Luftsäulen in den Resonanzkörpern durch Lautsprechern angeregt, was in ähnlicher Weise im Lautsprecherbau seit der Mitte des 20. Jahrhunderts bei Transmissionline-Gehäusen angewendet wird.
In der nebenstehenden schematischen Abbildung werden die Schallerzeugungsvorgänge in einer labialen Orgelpfeife und im Resonator einer Resonatoren-Klangabstrahlung dargestellt. Bei der Orgelpfeife muss die für den Betrieb benötigte Luftströmung (schwarze Pfeile) erst in ausreichendem Maße erzeugt und von unten durch den Pfeifenfuß zugeführt werden. Die Luftströmung wird durch die Kernspalte gegen das Oberlabium gelenkt, wo sich Luftwirbel abwechselnd nach außen und nach innen ablösen. Durch diesen Vorgang wird die Luftsäule im Rohr zum Schwingen angeregt. In der Abbildung ist exemplarisch die im Rohr entstehende Schwingungsverteilung des Grundtones mit roten Kurven dargestellt. Der Schwingungsknoten liegt auf der Höhe des Kurvenschnittpunktes, die Schwingungsbäuche befinden sich im Bereich der Öffnungen, durch welche auch der Hauptanteil des Schalls abgestrahlt wird.
Bei der Resonatoren-Klangabstrahlung erfolgen die Schwingung der Luftsäule und die Schallabstrahlung wie bei der Orgelpfeife. Die Anregung der Luftsäule im Resonatorrohr erfolgt jedoch durch einen kleinen Lautsprecher, der am unteren Ende des Resonatorrohres angebracht wird und der durch das Hin-und-her-Bewegen seiner Membran für die anregende Luftbewegung sorgt.

## Technische Ausführung der Resonatoren-Klangabstrahlungsysteme
Resonatoren der Resonatoren-Klangabstrahlung können sowohl als einfache Rohre mit Kreisquerschnitt (ohne Labium) ausgeführt werden als auch in Form von herkömmlichen Orgelpfeifen als „Pfeifenresonatoren“ (mit Labium, aber ohne Kern).
Pfeifenresonatoren werden oftmals aus Orgelmetall, einfache Resonatorrohre aus Zink, Aluminium oder Messing hergestellt. Aber auch nichtmetallische Materialien wie Acrylglas oder beschichtetes bzw. lackiertes PVC werden eingesetzt. Neben optischen Gründen und Kostengründen wird dabei auch ein Einfluss des jeweiligen Materials auf die Klangbildung berücksichtigt, da, wenn auch meist nur zu einem geringen Anteil, die Schallerzeugung durch Schwingungen der Pfeifen- bzw. Rohrwandungen mitbestimmt wird.
Meist werden die Resonatoren für die Grundtöne der tieferen Frequenzen (unter 64 Hz) und die Resonatoren für die höheren Frequenzen (über 500 Hz) ohne Labium ausgeführt. Dabei muss nicht jeder Resonator von einem eigenen Lautsprecher angeregt werden. Die bei sehr tiefen Frequenzen arbeitenden Resonatoren mit einem Rohrdurchmesser von etwa 120 mm werden oftmals mit einer sogenannten Sammelanregung betrieben, die mit ein oder zwei Basslautsprechern fünf bis zehn Resonatoren gleichzeitig anregt. Bei hohen Frequenzen, bei denen die Rohrdurchmesser nur noch etwa 5–25 mm betragen, können mehrere Resonatoren über einem einzigen Lautsprecher positioniert werden.

## Vorteile von Resonatoren-Klangabstrahlungssystemen
Durch den Wegfall der mechanischen Ansteuerung der Strömungsanregung wird der technische Aufbau einer Klangabstrahlung mit Orgeleigenschaften wesentlich vereinfacht. Insbesondere entfallen alle Anlagen und Vorrichtungen, die bei einer Pfeifenorgel die Luftströmung erzeugen und steuern müssen, und dadurch auch die damit verbundenen Installations- und Wartungsarbeiten. Klangliche Probleme, die durch schlecht steuerbare Strömungsphänomene auftreten, können grundsätzlich nicht entstehen.
Auch können Lautsprecher auf elektrischem Wege einfach und genau gesteuert werden. Dies ermöglicht es, in einem Resonator nicht nur ganz gezielt den Grundton, sondern auch einzelne Oberschwingungen im jeweils gewünschten Maße anzuregen. Dadurch können mit einer verhältnismäßig geringen Anzahl von Resonatoren die Klänge einer sehr großen Anzahl von Orgelpfeifen wiedergegeben werden, was zu einer deutlichen Reduzierung der benötigten Gesamtzahl von Abstrahlelementen führt, ohne dass ein erkennbarer Klangverlust auftritt. Während bei größeren Pfeifenorgeln mehrere Tausend, teils sogar mehr als 10.000 Orgelpfeifen benötigt werden, kommen entsprechende Resonatoren-Klangabstrahlungsysteme folglich mit deutlich weniger Resonatoren aus.

## Kienle-Klangabstrahlung
Die Kienle-Klangabstrahlung (auch als Kienle-Klangsystem oder Kienle-Resonatorenorgel bezeichnet) wurde seit 1970 von Ewald Kienle entwickelt und zur Marktreife gebracht. Es ist als einziges Resonatoren-Klangabstrahlungssystem aktuell am Markt verfügbar.

## Patente
Seit den 1930er Jahren wurde diverse Patente und Gebrauchsmuster zu Resonatoren-Klangabstrahlungsystemen angemeldet:
- Patent  US1969704A: Acoustic device. Angemeldet am 25. Mai 1933, veröffentlicht am 7. August 1934, Erfinder: Andre D’Alton.‌
- Patent  US2619866A: Acoustical appliance. Angemeldet am 30. Juni 1950, veröffentlicht am 2. Dezember 1952, Erfinder: Kenneth J. Bailey.‌
- Patent  DE1073838B: Wiedergabeeinrichtung für elektronische Musikinstrumente mit weitem Tonbereich, insbesondere für Orgeln. Angemeldet am 19. September 1957, veröffentlicht am 21. Januar 1960, Erfinder: Oskar Vierling.‌
- Patent  US3410947A: Sound reproducing system. Angemeldet am 24. Juni 1965, veröffentlicht am 12. November 1968, Anmelder: C. G. Conn Ltd, Erfinder: Wallace R. Behnke, Curt R. R. Wolfanger.‌
- Patent  DE2924473C2: Einrichtung zur Erzeugung von Tönen, insbesondere von Basstönen. Angemeldet am 18. Juni 1979, veröffentlicht am 9. Februar 1984, Erfinder: Ewald Kienle (Sowie weitere Patente und Gebrauchsmuster).‌
- Patent  DE3807299C2: Elektronische Orgeln. Angemeldet am 5. März 1988, veröffentlicht am 22. November 1990, Erfinder: Peter Woop.‌
- Patent  DE102012109002B4: Resonator-Schallabstrahlungssystem. Angemeldet am 24. September 2012, veröffentlicht am 2. November 2017, Anmelder: Kienle Orgeln GmbH, Erfinder: Max Kraus.‌